# Come Back to Erin
Pour plus de détails, voir Fiche technique et Distribution.
Come Back to Erin est un film américain sorti en 1913, tourné en Irlande et réalisé par Sidney Olcott, avec lui-même, Jack J. Clark et Gene Gauntier.

## Fiche technique
- Réalisation : Sidney Olcott
- Scénario : Gene Gauntier
- Production : Gene Gauntier Feature Players
- Distribution : Warner's Feature
- Directeur de la photo :
- Décors :
- Longueur : 3 000 pieds
- Date de sortie : 1913

## Distribution
- Gene Gauntier : Peggy O’Malley
- Jack J. Clark : Jerry
- Sidney Olcott : Michael O'Malley, le père de Peggy

## Anecdotes
Le film a été tourné en Irlande, à Killarney et à Beaufort, comté de Kerry et à Queenstown (aujourd'hui Cobh), comté de Cork et aux États-Unis, à New York, durant l'été 1913
Une copie incomplète, une bobine sur trois, la première, est conservée à l'Irish Film Institute, à Dublin, Irlande.